# Chris Barber
Chris Barber (Welwyn Garden City, 17 aprile 1930 – Welwyn Garden City, 2 marzo 2021) è stato un trombonista, arrangiatore e compositore britannico.
Nella sua carriera di musicista oltre ad avere ricoperto il ruolo di bandleader, ha suonato anche il contrabbasso e la tromba basso.

## Carriera musicale
Non ancora ventenne, Barber creò la sua prima formazione di cui faceva inizialmente parte anche il chitarrista Alexis Korner e nella quale in seguito confluirono i trombettisti Ben Cohen e Dick Hawdon. Dopo il fallito tentativo di unirsi a Ken Colyer, Barber modificò la line-up arruolando il trombettista Pat Halcox, il clarinettista Monty Sunshine, il vocalist e suonatore di banjo Lonnie Donegan (successivamente sostituito da Eddie Smith dopo la registrazione di Rock Island Line) e la cantante Ottilie Patterson, che aveva un repertorio blues e si ispirava principalmente a Bessie Smith, e con cui Barber fu sposato dal 1959 al 1983. Questa formazione divenne popolare a seguito di varie incisioni di successo, fra le quali Whistling Rufus, Bobby Shafto, Hushabye e Petite Fleur, brani che contribuirono al ritorno del jazz tradizionale sulla scena musicale inglese.
Benché gli anni sessanta vedessero l'esplosione del rock e il conseguente declino del jazz, Barber decise in controtendenza di ricreare la Chris Barber's Jazz and Blues Band, e il suo repertorio tradizionale vide la contaminazione con musiche di matrice blues e gospel. Questo anche grazie all'esperienza accumulata alla fine del decennio precedente, quando il complesso di Barber aveva collaborato con bluesmen di fama quali Big Bill Broonzy, Sister Rosetta Tharpe, Brownie McGhee, Sonny Terry, Otis Spann e Muddy Waters. Il nuovo sound della formazione di Barber agevolò il contributo negli anni seguenti di altri celebri artisti blues – Sonny Boy Williamson, Memphis Slim e Howlin' Wolf fra tutti. Inoltre, già dagli inizi degli anni sessanta la sua formazione ebbe l'opportunità di acquisire esperienze in terra statunitense, dove in più occasioni Barber si trovò a fianco delle orchestre che vedevano esibirsi Earl Hines, Woody Herman, Count Basie, Louis Armstrong, Duke Ellington e Dave Brubeck.

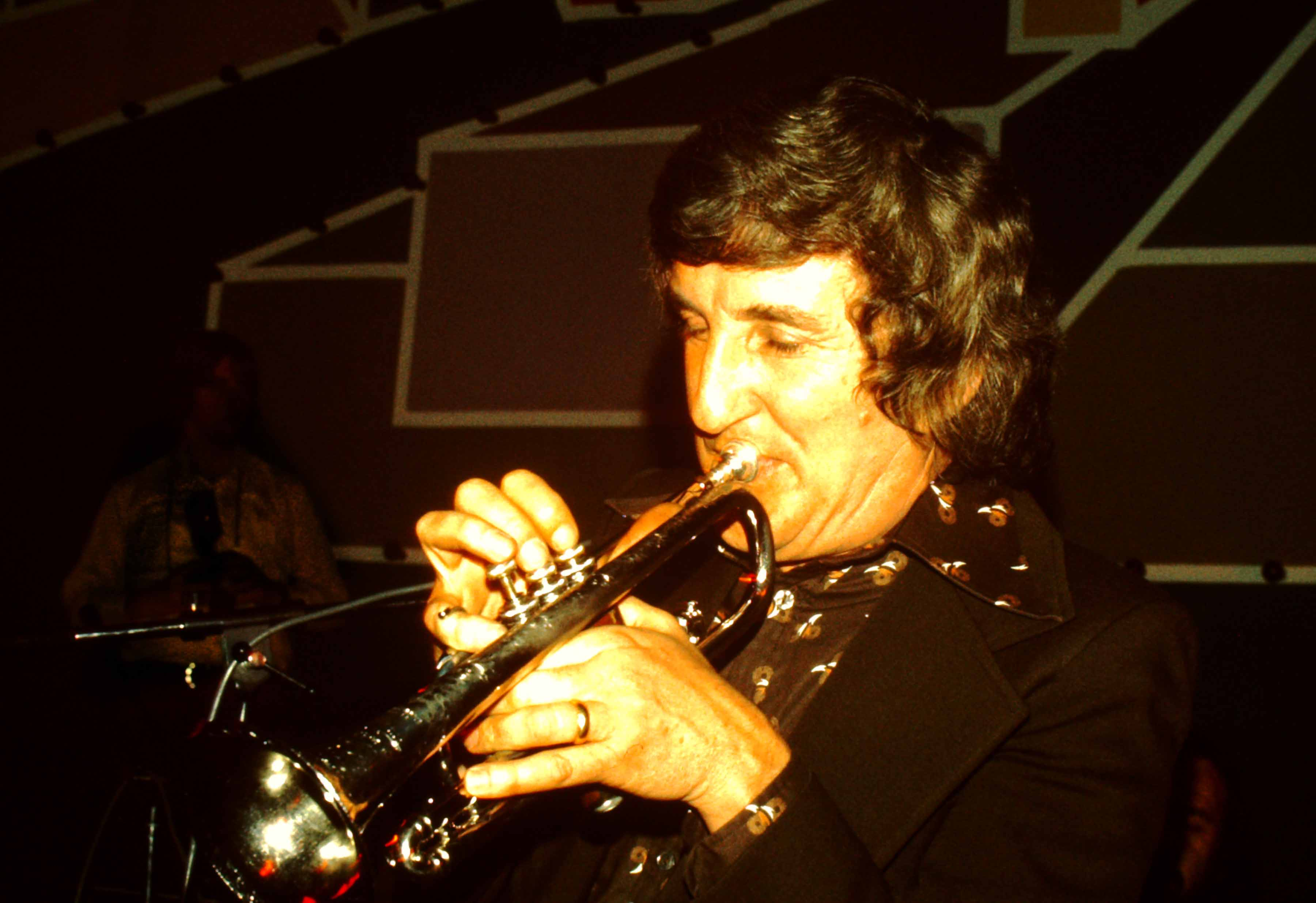
Pat Halcox, 1975

Poco dopo la sezione ritmica divenne elettrificata e nel gruppo fu chiamato a suonare il chitarrista John Slaughter; e con questa formazione germogliarono Battersea Rain Dance e Drat That Fratle Rat. In seguito la formazione andò incontro ad altri cambiamenti: furono reclutati il fiatista John Crocker e Pete York, quest'ultimo proveniente da esperienze rock con lo Spencer Davis Group. Le scelte di Barber orientate verso il jazz e il blues non impedirono al musicista di mantenere la relazione a tutto campo con la vita culturale londinese e con gli ambienti musicali della capitale. Amico di Paul McCartney che spesso incontrava nei club di Londra, arrivò persino a incidere Cat Call, un suo brano strumentale che risaliva al periodo in cui i Beatles si esibivano al Cavern e originariamente creato alla fine degli anni cinquanta col titolo Catswalk. Agli inizi degli anni sessanta, Barber aveva incrociato il nascente Blues inglese tramite la collaborazione con l'armonicista Cyril Davies e con Alexis Korner, con cui peraltro aveva già avuto modo di suonare all'inizio della carriera; il chitarrista, anche grazie a quelle esperienze musicali, avrebbe presto raccolto attorno a sé e formato una generazione di strumentisti nati da radici blues. Questo portò a dire che Barber «è notevolmente sottovalutato per i suoi contributi alla scena musicale inglese» poiché «se Alexis Korner è considerato il padre del British Blues, allora Chris Barber dev’esserne ritenuto il progenitore».

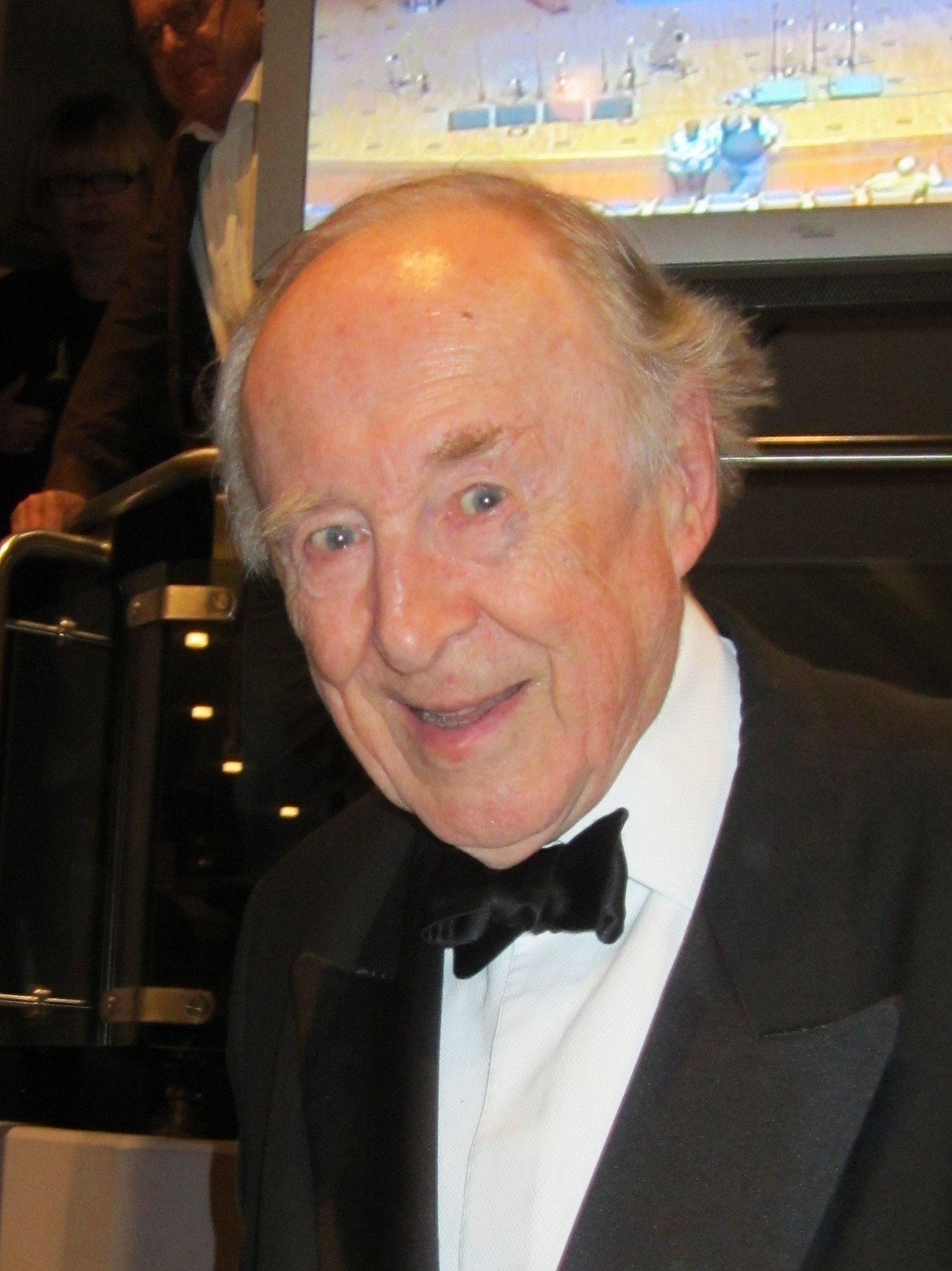
Chris Barber nel 2014

I successivi decenni videro Barber impegnato nella prosecuzione dei suoi disegni musicali che consistettero in registrazioni culminanti in Take Me Back to New Orleans, assieme al pianista Dr. John, New Orleans Overture e Concerto for Jazz Trombone and Orchestra; incisioni alternate a tournée, fra le quali emerge Echoes of Ellington, nella quale Barber si avvale della collaborazione di Russel Procope e Wild Bill Davis, membri dell'orchestra di Duke Ellington.
Nel 1994, dopo un periodo di intermittenza dovuto alla condizioni di salute di Halcox, la formazione andò in tour per celebrare il quarantesimo anniversario di vita.
Nel 2001 la Jazz and Blues Band contava otto elementi, e dieci anni dopo fu allargata ad altri tre membri diventando la Big Chris Barber Band, con una sezione ritmica formata da contrabbasso e batteria, una chitarra elettrica, e una sezione di sette fra ottoni e legni.

## Discografia
- 1954 - Original Copenhagen Concert
- 1955 - Echoes of Harlem
- 1956 - Guest Artist Lonnie Donegan
- 1956 - Chris Barber Plays, Vol. 2
- 1956 - Chris Barber Plays the Music of Clarence and Spencer Williams
- 1956 - Chris Barber in Concert
- 1957 - Chris Barber Plays, Vol. 4
- 1957 - Petite Fleur
- 1957 - Chris Barber Plays, Vol. 3
- 1958 - Chris Barber in Concert, Vols. 1 & 2
- 1958 - Chris Barber in Concert, Vol. 3
- 1958 - Chris Barber in Concert, Vol. 2
- 1959 - Here Is Chris Barber
- 1960 - Bandbox No. 1
- 1961 - Blues Book, Vol. 1
- 1962 - In Budapest
- 1962 - Tad Tavern
- 1962 - Louis Jordan Sings
- 1963 - Bestsellers: Chris Barber & Papa Bue's Viking Jazzband
- 1964 - Chris Barber
- 1964 - It's Tight Like That
- 1964 - Good Morning, Blues!
- 1965 - Folk Barber Style
- 1968 - Live in East Berlin
- 1971 - Get Rolling
- 1972 - The World of Chris Barber
- 1973 - Chris Barber & Lonnie Donegan
- 1973 - In East Berlin 2
- 1973 - In East Berlin 1
- 1974 - Smiler
- 1974 - Drat That Fratle Rat
- 1975 - The Grand Reunion Concert
- 1975 - Jubilee Album 4
- 1975 - Tishomingo Blues
- 1975 - Jubilee Album 3
- 1975 - Jubilee Album 2
- 1975 - Jubilee Album 1
- 1976 - Echoes of Ellington, Vol. 1
- 1977 - In Concert
- 1978 - Echoes of Ellington
- 1978 - Sideways
- 1979 - Live in Berlin
- 1979 - Up Jumped the Blues
- 1979 - Swing Is Here
- 1980 - Take Me Back to New Orleans
- 1980 - Come Friday
- 1982 - Barbican Blues
- 1982 - Ice Cream
- 1982 - Special
- 1982 - Re Union
- 1982 - Star Portrait
- 1983 - Stories 1
- 1983 - Stories 2
- 1983 - Stories 3
- 1984 - Who's Blues
- 1984 - Concert for the BBC

- 1985 - Live in '85
- 1985 - Jazz Holiday
- 1987 - The Trad. Jazz Scene, Vol. 2
- 1990 - Dixieland
- 1993 - Copulatin' Jazz: The Music of Perseverance Hall
- 1994 - 40 Years Jubilee
- 1994 - Collaboration
- 1994 - Echoes of Ellington [Limited]
- 1994 - Hot Gospel
- 1994 - All That Jazz
- 1995 - 40 Years Jubilee: Live at Sagewerk
- 1996 - Live and Studio Recordings-DCD
- 1996 - At the BBC Wireless Days 1961-62
- 1997 - That's It Then
- 1997 - Live at the BP Studienhaus
- 1998 - Jazz Jamboree
- 1999 - Down on the Bayou
- 1999 - Cornbread, Peas & Black Molasses
- 2000 - Stardust
- 2000 - Mardi Gras at Marquee
- 2000 - With Zenith Hot Stompers
- 2000 - Panama
- 2000 - Live in Munich
- 2000 - In His Element
- 2000 - His New Orleans Friends
- 2000 - He's Got the Whole World in His Hands: UK Studio Recordings
- 2000 - Barber in Concert
- 2000 - The Skiffle Sessions: Live in Belfast 1998
- 2001 - Misty Morning
- 2002 - The First Eleven
- 2002 - Jazz Band Favourites
- 2002 - American Jazz Band
- 2003 - One of Your Smiles
- 2004 - Chris Barber in Switzerland
- 2007 - Chris Barber
- 2007 - Can't Stop Now: European Tour 2007
- 2008 - Outstanding Album
- 2008 - Concert 80
- 2008 - South Rampart Street Parade
- 2008 - Concert 80
- 2008 - Concert 80, Vol. 2
- 2008 - This Moment to Be Free
- 2009 - Boaters Bowlers & Bowties: The Best of Barber, Ball & Bilk
- ???? - Jazz Me Blues: the 70s
- ???? - 1961-1962
- ???? - Hits from the Golden Era of Traditional Jazz
- ???? - Barbican Blues
- ???? - Madame Blues & Doctor Jazz
- ???? - Chris Barber 1959-1960
- ???? - Giants of Traditional Jazz
- ???? - Chris Barber Jazz Band
- ???? - Clearing the Air in Bern '92
- ???? - Just About As Good As It Gets!, Vol. 2
- ???? - Elite Syncopations
- ???? - The Entertainer[9]